# Lungtjärnen (Ljusdals socken, Hälsingland, 685066-151119)
Lungtjärnen är en sjö i Ljusdals kommun i Hälsingland och ingår i Ljusnans huvudavrinningsområde.